# Hosmer (Dakota del Sur)
Hosmer es una ciudad ubicada en el condado de Edmunds en el estado estadounidense de Dakota del Sur. En el Censo de 2010 tenía una población de 208 habitantes y una densidad poblacional de 81,2 personas por km².

## Geografía
Hosmer se encuentra ubicada en las coordenadas 45°34′44″N 99°28′25″O / 45.57889, -99.47361. Según la Oficina del Censo de los Estados Unidos, Hosmer tiene una superficie total de 2.56 km², de la cual 2.56 km² corresponden a tierra firme y (0%) 0 km² es agua.

## Demografía
Según el censo de 2010, había 208 personas residiendo en Hosmer. La densidad de población era de 81,2 hab./km². De los 208 habitantes, Hosmer estaba compuesto por el 98.08% blancos, el 0% eran afroamericanos, el 0% eran amerindios, el 0.48% eran asiáticos, el 0% eran isleños del Pacífico, el 0% eran de otras razas y el 1.44% pertenecían a dos o más razas. Del total de la población el 0% eran hispanos o latinos de cualquier raza.